# Alaaeldin Abouelkassem
Alaaeldin Mohamed El Sayed Abouelkassem (en arabe : علاء الدين محمد السيد أبو القاسم, ʿAlāʾ al-Dīn Muḥammad Abū l-Qāsim), né le 25 novembre 1990 à Sétif en Algérie, est un escrimeur égyptien pratiquant le fleuret.
Il remporte la première médaille olympique de l'Égypte en escrime aux Jeux olympiques de Londres en 2012. Il est également le premier athlète africain à remporter une médaille olympique en escrime.

## Biographie
Abouelkassem est né à Sétif, d'un père égyptien et d'une mère algérienne. Il vit à Paris et s'entraîne au club du CM Aubervilliers depuis 2014. C'est le premier Africain à remporter le titre lors des Championnats du monde juniors d'escrime.

## Palmarès
- Jeux olympiques
  -  Médaille d'argent aux Jeux olympiques 2012 à Londres

- Championnats d'Afrique d'escrime
  -  Médaille d'or aux championnats d'Afrique d'escrime 2009
  -  Médaille d'or aux championnats d'Afrique d'escrime 2011
  -  Médaille d'or aux championnats d'Afrique d'escrime 2012
  -  Médaille d'or aux championnats d'Afrique d'escrime 2016
  -  Médaille d'or aux championnats d'Afrique d'escrime 2017
  -  Médaille d'or aux championnats d'Afrique d'escrime 2018
  -  Médaille d'or aux championnats d'Afrique d'escrime 2019
  -  Médaille d'or aux championnats d'Afrique d'escrime 2022
  -  Médaille d'or par équipes aux championnats d'Afrique d'escrime 2009
  -  Médaille d'or par équipes aux championnats d'Afrique d'escrime 2010
  -  Médaille d'or par équipes aux championnats d'Afrique d'escrime 2011
  -  Médaille d'or par équipes aux championnats d'Afrique d'escrime 2012
  -  Médaille d'or par équipes aux championnats d'Afrique d'escrime 2014
  -  Médaille d'or par équipes aux championnats d'Afrique d'escrime 2018
  -  Médaille d'or par équipes aux championnats d'Afrique d'escrime 2019
  -  Médaille d'or par équipes aux championnats d'Afrique d'escrime 2022
  -  Médaille d'argent aux championnats d'Afrique d'escrime 2023
  -  Médaille de bronze aux championnats d'Afrique d'escrime 2010
  -  Médaille de bronze aux championnats d'Afrique d'escrime 2014

- Jeux africains
  -  Médaille d'or aux Jeux africains de 2019
  -  Médaille d'or aux Jeux africains de 2015
  -  Médaille d'or par équipes aux Jeux africains de 2019
  -  Médaille d'or par équipes aux Jeux africains de 2015
  -  Médaille d'argent par équipes aux Jeux africains de 2007